# Lymantria plumbalis
Lymantria plumbalis är en fjärilsart som beskrevs av George Francis Hampson 1895. Lymantria plumbalis ingår i släktet Lymantria och familjen tofsspinnare. Inga underarter finns listade i Catalogue of Life.